# Santa Rosa, Medellín
Santa Rosa är en ort i Mexiko.   Den ligger i kommunen Medellín och delstaten Veracruz, i den sydöstra delen av landet, 300 km öster om huvudstaden Mexico City. Santa Rosa ligger 26 meter över havet och antalet invånare är 113.
Terrängen runt Santa Rosa är platt. Runt Santa Rosa är det ganska glesbefolkat, med 43 invånare per kvadratkilometer. Närmaste större samhälle är El Tejar, 19,0 km norr om Santa Rosa. Trakten runt Santa Rosa består till största delen av jordbruksmark.